# Braconnage en Tanzanie
Le braconnage en Tanzanie, pays d'Afrique de l'Est, vise essentiellement les éléphants, une espèce menacée. Il s'agit d'une problématique partagée avec de nombreux pays d'Afrique subsaharienne.

## Contexte et cadre légal
La Tanzanie comprend vingt-et-une aires protégées, dont quatorze parc nationaux, et son économie repose en partie sur sa riche biodiversité animale et sur le tourisme. La chasse est essentiellement encadrée par le Wildlife Conservation Act (relatif aux réserves de chasse et zones humides), le National Parks Act (relatif aux parcs nationaux) et le Forest Resources Management and Conservation Act (FRMCA ; ce dernier concernant uniquement l'archipel de Zanzibar). Ces textes interdisent toute chasse sans autorisation préalable dans les aires protégées, des sanctions plus fortes étant prévues (jusqu'à dix ans d'emprisonnement) pour certaines espèces dont l'éléphant.

## Espèces visées

### Éléphants

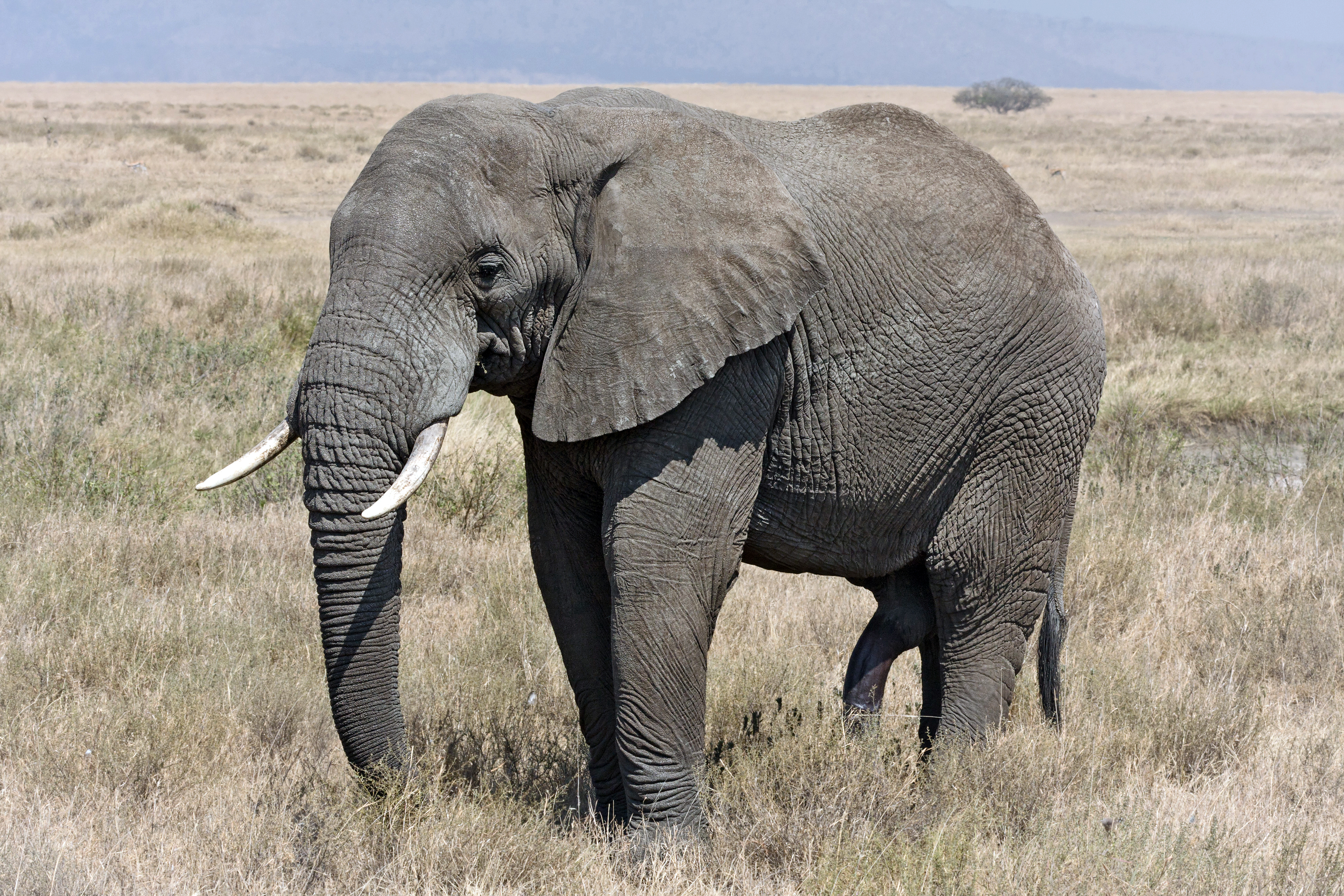
Un éléphant de savane d'Afrique dans le parc national du Serengeti, en 2010.

Les espèces menacées les plus sujettes au braconnage sont celles d'éléphants (éléphants de forêt et de savane), traqués pour leurs défenses, qui alimentent le commerce de l'ivoire. Selon un rapport publié par l'organisation non gouvernementale Environmental Investigation Agency (en) en novembre 2014, la population d'éléphants tanzanienne serait passée de 109 051 à 43 330 individus entre 2009 et 2014, diminution imputable pour moitié a minima au braconnage,,. Les données issues du programme Monitoring the Illegal Killing of Elephants (MIKE) indiquent cependant que le nombre de carcasses d'éléphants recensées est en diminution en Afrique de l'Est depuis 2011 et s'est stabilisé en 2015 à son niveau de 2008 ; les données de l'année 2015 indiquent toutefois que cette tendance est inégale d'un pays à l'autre, le nombre de découvertes de carcasses étant en hausse en Tanzanie par rapport à l'année précédente,.
Les éléphants sont notamment visés dans la réserve de gibier de Sélous dans le Sud-Est du pays (où la population d'éléphants est tombée à environ 13 000 individus en 2013, contre près de 39 000 en 2009), et dans le parc national de Ruaha dans le centre du pays (où la population aurait chuté de 31 625 à 20 090 individus sur la même période). Dans le Nord, une zone comprenant le parc national de Tarangire, le lac Manyara et une partie de l'aire de conservation du Ngorongoro abrite également plusieurs milliers d'éléphants, cible des braconniers,.
À l'aube de la décennie 2010, les données de l'Elephant Trade Information System (ETIS) indiquent en outre que la Tanzanie et le Kenya voisin, disposant tous deux d'une façade maritime sur l'océan Indien, accueillent une part importante du trafic d'ivoire, notamment dirigé vers l'Asie,,.
La population d'éléphants en Tanzanie a diminué de 60 % entre 2009 et 2014.

### Girafes
Les girafes sont également victimes de braconnage en Tanzanie, dans une moindre mesure que les éléphants,. Elles sont notamment chassées en raison d'une croyance selon laquelle certaines parties de leur chair aurait des effets curatifs sur le virus de l'immunodéficience humaine (VIH),. 
Leur population mondiale (essentiellement présente en Afrique de l'Est et dans le sud du continent) a chuté d'environ un tiers entre 1985 et 2015, ce qui a conduit l'Union internationale pour la conservation de la nature (UICN) à intégrer les différentes espèces à la liste rouge des espèces menacées, avec le statut d'« espèce vulnérable »,.

### Autres espèces
D'autres espèces sont également chassées, pour leur viande ; c'est notamment le cas des impalas, koudous et guibs harnachés.

## Lutte contre le braconnage
Les aires protégées de Tanzanie bénéficient de patrouilles menées par des gardes forestiers et rangers, mais les braconniers sont souvent lourdement armés et bien organisés ; les escarmouches mortelles — tant pour les fonctionnaires que pour les braconniers — sont ainsi courantes,,. La justice est en outre critiquée pour sa faiblesse à l'égard des braconniers arrêtés. Par ailleurs, l'allocation de permis de chasse exceptionnels ainsi que l'export illégal de l'ivoire vers l'Asie font l'objet de corruption au sein de l'État (des membres importants du parti au pouvoir Chama cha Mapinduzi y étaient impliqués en 2014 d'après The Economist), affaiblissant la lutte contre le braconnage,,.
En 2013, le ministre des Ressources naturelles et du Tourisme Khamis Kagasheki propose l'exécution sur le champ des braconniers arrêtés en flagrant délit, déclenchant la polémique. Il est démis de ses fonctions en décembre 2013, ainsi que trois autres ministres, par le président Jakaya Kikwete, après une opération anti-braconnage. Celle-ci aurait abouti à des meurtres, viols, actes de tortures et exactions sur des civils par certains membres des forces participant à l'opération.
Le gouvernement tanzanien crée en novembre 2014, avec l'aide de l'ONG PAMS Foundation, une force spéciale chargée de lutter contre le braconnage qui réunit des fonctionnaires de différents services (polices, services de renseignement, armée, gardes forestiers, etc.) au sein de la National and Transnational Serious Crimes Investigation Unit (NTSCIU), une agence gouvernementale de lutte contre le terrorisme,.
Le gouvernement tanzanien fait longtemps, et notamment en 2015, l'objet de vives critiques pour l'absence de réponse sérieuse apportée au braconnage. Ainsi, confronté à l'importante chute du nombre d'éléphants, le ministre des Ressources naturelles et du Tourisme Lazaro Nyalandu formule courant 2015 l'hypothèse selon laquelle la raison pourrait en être une migration des animaux dans les pays voisins et indique que des investigations supplémentaires vont être menées — cette réaction suscite notamment l'agacement de l'Environmental Investigation Agency (en).
En 2015, à la suite d'une vaste opération sous couverture, les autorités tanzaniennes arrêtent Yang Fenlan, une des principales contrebandières d'ivoire alimentant le trafic entre la Tanzanie et la Chine.
Diverses ONG — Save the Elephants, Environmental Investigation Agency, PAMS Foundation, Friedkin Conservation Fund, etc. — œuvrent en effet en Tanzanie pour la protection des espèces menacées, en particulier les éléphants, et notamment contre le braconnage. Parmi leurs actions figurent la formation des rangers des aires protégées, l'apport d'aide et de matériel aux patrouilles de ces derniers, la création de patrouilles, des actions de sensibilisation auprès des enfants et de la population et enfin le recensement des animaux.
En octobre 2016, le président John Magufuli apporte publiquement son soutien à la NTSCIU, précisant qu'elle doit s'attaquer à tous les coupables, indépendamment de leur position. En août 2017, cette dernière a procédé au total à près de 900 arrestations de braconniers.
L'un des cofondateurs de la PAMS Foundation (qui a apporté un important soutien à la NTSCIU), Wayne Lotter, est assassiné le 16 août 2017 à Dar es Salam alors qu'il circule en taxi, attirant l'attention des médias occidentaux sur la lutte contre le braconnage en Tanzanie,,.